# Saint-Évarzec
Saint-Évarzec (tiếng Breton: Sant-Evarzeg) là một xã của tỉnh Finistère, thuộc vùng Bretagne, miền tây bắc Pháp.

## Dân số
Người dân ở Saint-Évarzec được gọi là Varzécois.